# 150 років Національній філармонії України (срібна монета)
«150 р́оків Націон́альній філарм́онії Укра́їни» — ювілейна монета номіналом 5 гривень, випущена Національним банком України. Присвячена 150-річчю однієї з найстаріших концертних організацій нашої держави. За створенням Київського філармонічного товариства, заснованого у 1863 році, стояли відомі митці і прогресивні громадські діячі — композитор М. Лисенко, фольклорист М. Рігельман, композитор-аматор П. Селецький та багато інших.
Монету введено в обіг 12 вересня 2013 року. Вона належить до серії «Інші монети».

## Опис монети та характеристики
| Номінал грн. | Метал           | Маса, г       | Діаметр, мм | Якість виготовлення | Гурт                           | Тираж, штук |
| ------------ | --------------- | ------------- | ----------- | ------------------- | ------------------------------ | ----------- |
| 5            | срібло (Ag 925) | 15,55 / 16,81 | 33          | пруф                | гладкий із заглибленим написом | 3 000       |

### Аверс
На аверсі монети розміщено: угорі малий Державний Герб України та напис півколом «НАЦІОНАЛЬНИЙ БАНК УКРАЇНИ», зображення виду Колонної зали ім. Лисенка зі сцени, на якій стоїть рояль; праворуч рік карбування монети «2013», унизу — номінал «5 ГРИВЕНЬ».

### Реверс
На реверсі монети на дзеркальному тлі зображено будівлю колишнього Купецького зібрання (1882), у якій з 1944 року і до сьогодні розміщується Національна філармонія України, під якою — герб та напис: «НАЦІОНАЛЬНА»/«ФІЛАРМОНІЯ»/«УКРАЇНИ»/«150 РОКІВ».

## Автори

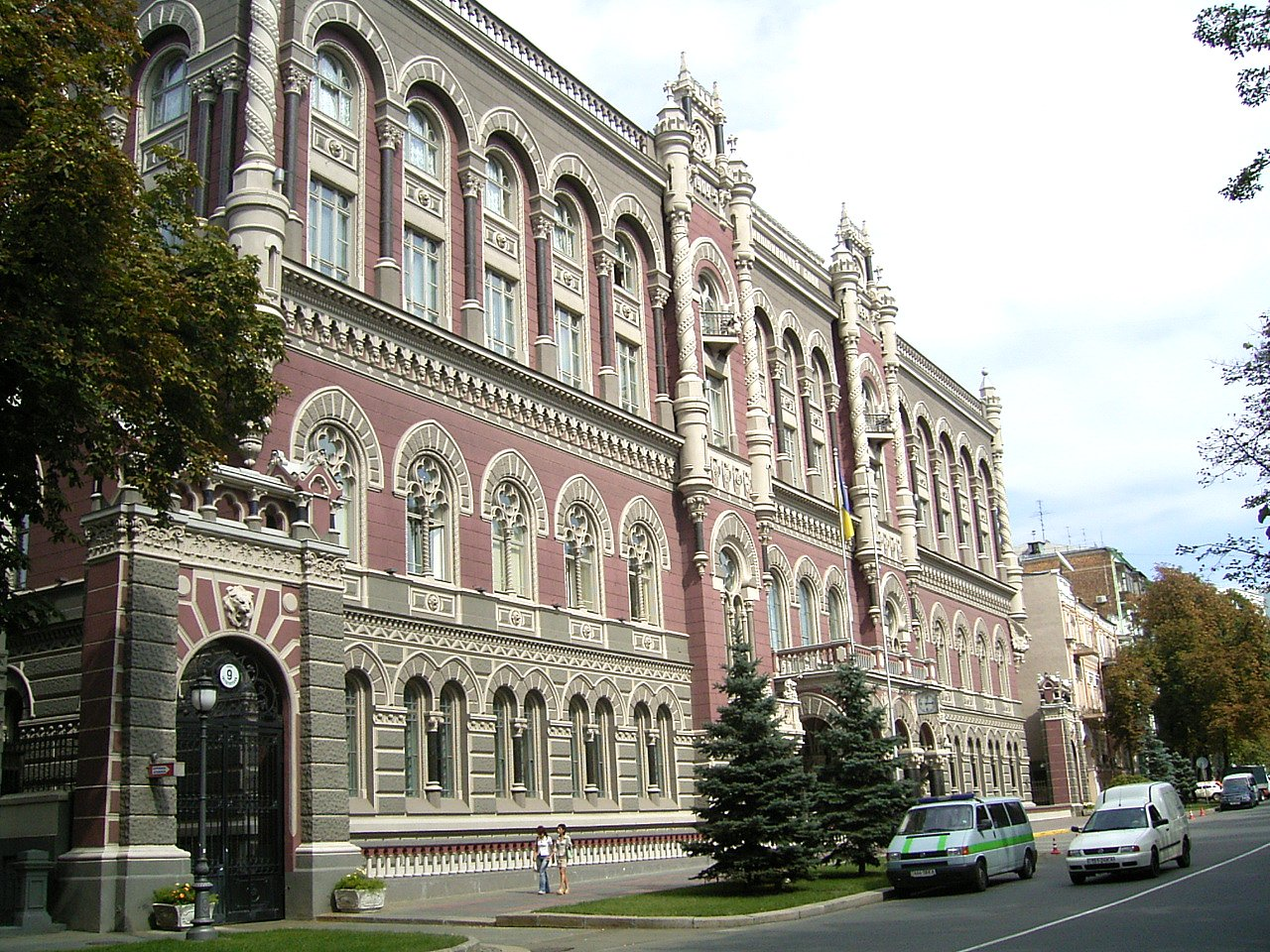
Будівля Національного банку України

Художник та скульптор — Атаманчук Володимир.

## Вартість монети
Ціна монети — 515 гривень була вказана на сайті Національного банку України 2016 року.
Фактична приблизна вартість монети, з роками змінювалася так:
| Рік        | 2014 | 2015 | 2016 | 2017 | 2018 | 2019 | 2020 | 2021 | 2022 | 2023  | 2024  | 2025  |
| ---------- | ---- | ---- | ---- | ---- | ---- | ---- | ---- | ---- | ---- | ----- | ----- | ----- |
| Ціна, грн. | 350  | 350  | 450  | 550  | 500  | 450  | 400  | 560  | 560  | 1 400 | 1 400 | 1 550 |